# Egzit 03
Egzit 03 je trajao od 3. do 6. jula 2003. godine. Festival je, za razliku od prethodnih godina, trajao četiri dana i promovisana je nova marketinška kampanja State of EXIT. Prosečan broj posetilaca je iznosio 40.000 ljudi svakog dana.
Ove godine su uvedene i velike organizacione i konceptualne promene. Uklonjen je veći deo nemuzičkog sadržaja, što je označilo početak komercijalnog oblika festivala. Svaka bina je imala posebnog sponzora, a podignute su i cene ulaznica.
Za više informacija o samom festivalu, pogledajte članak Egzit.

## Izvođači i bine
|  |  | Izvođači | Scene |

## Spoljašnje veze
- Zvanični sajt festivala

## Istorija
|  | Istorija festivala2000 • 2001 • 2002 • 2003 • 2004 • 2005 • 2006 • 2007 • 2008 • 2009 • 2010 • 2011 • 2012 |